# Marcie Ries
Marcie B. Ries (ur. 25 sierpnia 1950) – amerykańska dyplomatka, ambasador Stanów Zjednoczonych w Albanii (2004–2007) i Bułgarii (2012–2015).